# 水泉乡 (喀左县)
水泉乡是中国辽宁省朝阳市喀喇沁左翼蒙古族自治县下辖的一个乡。

## 行政区划
水泉乡下辖水泉村、后城子村、二道门村、马营子村、老杖子村、塔贝营子村、南亮子村。